# Josef Peter Meier-Scupin

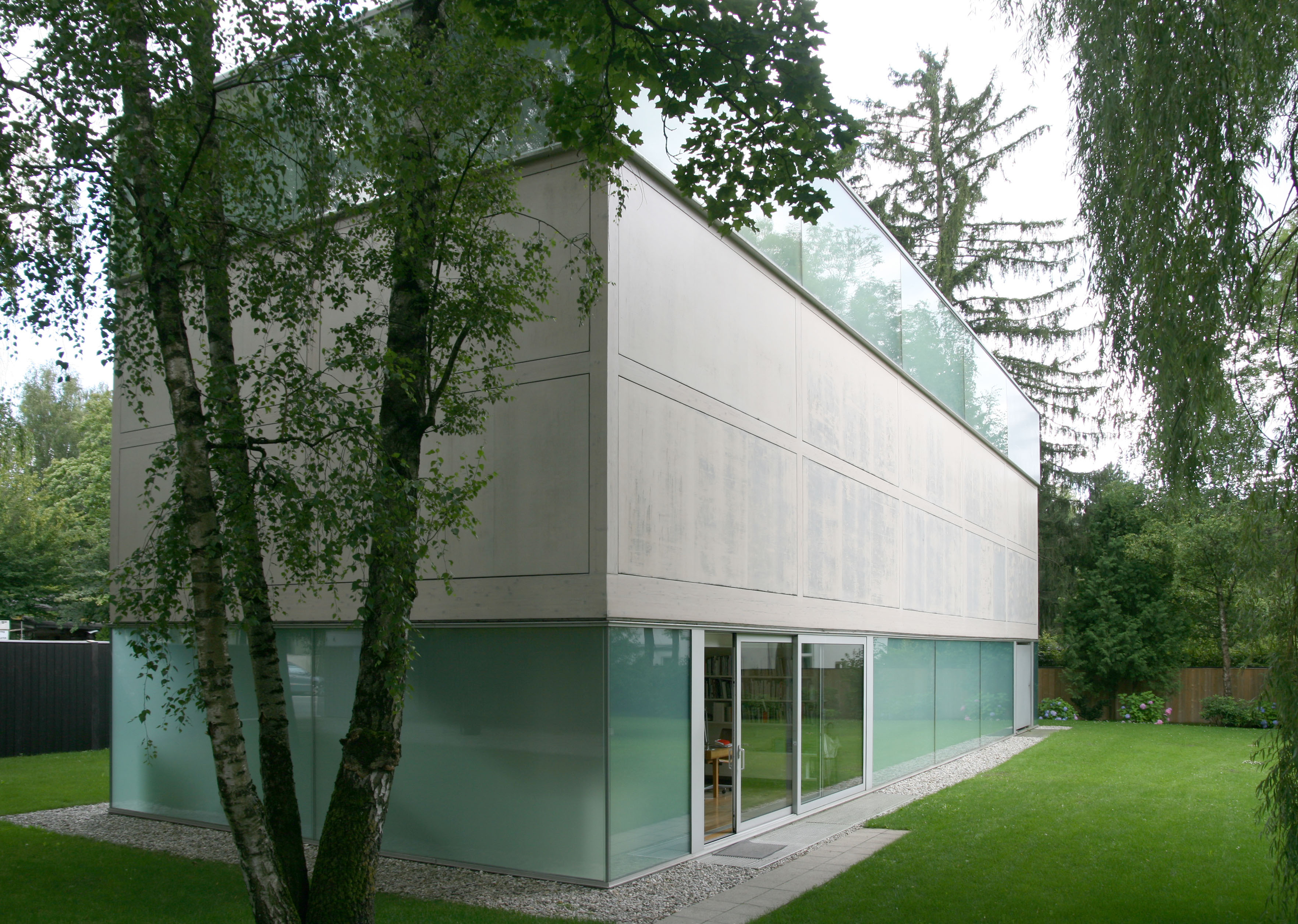
Sammlung Goetz

Josef Peter Meier-Scupin (* 17. August 1953 in Dingolfing) ist ein deutscher Architekt.

## Werdegang
Scupin wechselte nach einem Studienjahr von der FH München 1975 an die TU München und studierte dort bis 1979 Architektur, ehe er von 1979 bis 1982 bei Doris und Ralph Thut in München arbeitete. Nach der Mitarbeit absolvierte er bis 1985 sein Diplom an der TU München und arbeitete danach bei Bernhard Winkler. Von 1986 bis 1988 war Scupin akademischer Rat an der TU München und eröffnete 1986 ein Büro in München. Ab 1993 führte Scupin zusammen mit Muck Petzet das Architekturbüro Meier-Scupin & Petzet. 1997 wurde er in den Bund deutscher Architekten berufen und lehrte zwischen 1997 und 1999 an der Hochschule Sachsen-Anhalt. Von 1999 bis 2006 war Meier-Scupin Landesvorsitzender des BDA Bayerns. Seit 2003 führt Scupin das Büro mit Partner Peter Moos unter dem Namen Meier-Scupin & Partner Architekten.
Preisrichtertätigkeiten
Scupin war einer der zehn Fachpreisrichter für den Planungswettbewerb des geplanten Konzerthauses München im Jahr 2016/2017. Scupin war Vorsitzender der Jury für den Architekturwettbewerb des Museum der Bayerischen Geschichte. Scupin war Vorsitzender der Jury für den Neubau des Sudetendeutschen Museums. Scupin war Vorsitzender der Jury für den Realisierungswettbewerb „Neue Mitte am Hochschulcampus Garching“. Scupin war Vorsitzender der Jury für den Realisierungswettbewerb der neuen Mensa auf dem Hochschul- und Forschungsgelände Garching der Technischen Universität München.

## Bauten

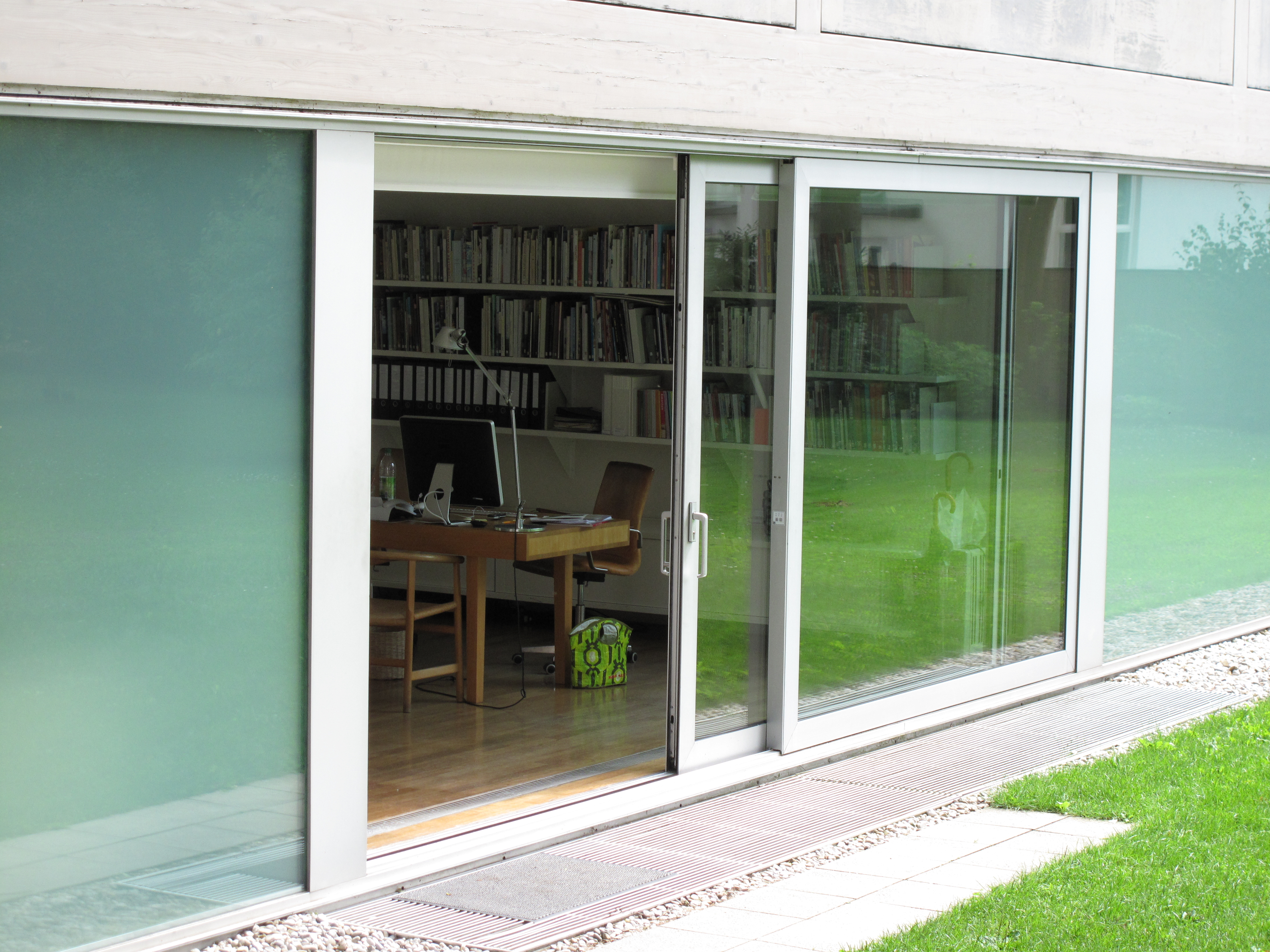
Sammlung Goetz

als Mitarbeiter bei Doris und Ralph Thut:
- 1980: Sporthalle, Pasing
- 1981–1984: Experimentelle Wohnanlage, Erding

eigene Arbeiten:
- 1989–1992: Sammlung Goetz, München mit Herzog de Meuron und Helmut Federle
- 2003–2008: Erweiterung des Herrenmodehauses Hirmer, München
- 2007–2010: Bruno Paul Haus – Deutsche Werkstätten Hellerau
- 2007–2011: Wohngebäude im Herzogpark
- 1999–2014: Rekultivierung des Festspielhaus Hellerau, Dresden
- 2011–2014: Umbau einer Jugendstilvilla im Bogenhausen, München

Als Mitglied der Architektengemeinschaft „Meier-Scupin & Petzet“:
- 1995: Anbau Sammlung Goetz, München[8]
- 1996: 2. Preis Herz Jesu Kirche, München[9]
- 1996–1999: Wohnhaus, München
- 1997: 2. Preis Friedhof Riem, München
- 1997–2002: am Georgenbach, München
- 1999–2000: Mieterzentrum, Leinefelde
- 1998–2003: Sanierung St. Joachim
- 1996–2001: Rehabilitation Physikerquartier, Leinefelde
- 2000–2002: Sanierung Kellerstraße, München
- 1999–2001: Umbau der Hauptverwaltung Siemens AG am Wittelsbacherplatz, München (teils abgerissen)
- 2002: Wohngebäude Steinstraße, München
- 2003: Umwandlung einer Post-Schaltzentrale in einen Wohnungsbau, München
- 2003: Goggelsbrücke, Augsburg

## Auszeichnungen und Preise
- 1992: Shortlisted Mies van der Rohe Award for European Architecture – für Sammlung Goetz, München[10]
- 1999: BDA-Preis Bayern: Wohnhaus, München[11]
- 1999: Deutscher Bauherrenpreis: Modernisierung Physikerquartier, Leinefelde[12]
- 2001: Deutscher Architekturpreis Anerkennung: Physikerquartier, Leinefelde
- 2003: Deutscher Städtebaupreis zusammen mit der Stadt Leinefelde: Physikerquartier, Leinefelde
- 2004: Europäischer Städtebaupreis, zusammen mit der Stadt Leinefelde: Physikerquartier, Leinefelde
- 2006: Thüringer Baukulturpreis: Physikerquartier, Leinefelde
- 2009: Nationaler Preis für integrierte Stadtentwicklung und Baukultur: Physikerquartier, Leinefelde
- 2007: Made in Germany, Best of Contemporary Architecture, 1st in Category Conservation: Rekultivierung des Festspielhaus Hellerau
- 2015: Fassadenpreis der Landeshauptstadt München: Umbau einer Jugendstilvilla im Bogenhausen
- 2015: Denkmalpreis der Baudenkmal-Stiftung München: Umbau einer Jugendstilvilla im Bogenhausen

## Ehemalige Mitarbeiter
- Wolfgang Brune (* 1963), Architekt und Hochschullehrer
- Christian Kern (* 1964), Architekt
- Muck Petzet (* 1964), Architekt und Akademieprofessor